# Cimetière Saint-Roch (Paris)
Pour les articles homonymes, voir Cimetière Saint-Roch.
Les cimetières Saint-Roch sont des  anciens cimetières parisiens qui furent au nombre de trois :
- Le premier cimetière Saint-Roch, situé le long du côté nord de l’église Saint-Roch
- Le second cimetière Saint-Roch, qui remplaça le précédent, situé Chaussée-d'Antin
- Le troisième cimetière Saint-Roch, qui remplaça le précédent, situé rue Royale

## Premier cimetière Saint-Roch
Ce premier cimetière fut ouvert en 1633, sur un emplacement qui s’étendait le long du côté nord de l'église Saint-Roch, entre les actuels rue et passage Saint-Roch.
En 1755 le cimetière fut fermé et transporté sur un terrain, situé hors de Paris, appartenant aux religieux des mathurins.

## Deuxième cimetière Saint-Roch
Ouvert en 1755, et situé hors de Paris au milieu des marais, ce second cimetière, mesurait environ 60 mètres sur 15, était situé entre le boulevard et le Grand Égout, dans un îlot compris entre les actuelles rues de la Chaussée-d’Antin, du Helder et boulevard des Italiens.
Ce cimetière qui recevait près de 300 corps par an fut interdit en 1781 et ferma en avril 1782, à la suite de la réglementation qui suivit la fermeture du cimetière des Innocents.

## Troisième cimetière Saint-Roch
Le troisième cimetière Saint-Roch, d'environ 2 550 m2, était situé rue Royale, rue qui conduisait de la barrière des Porcherons à l'abbaye de Montmartre, au lieu-dit la Cochonnerie. 
Après la construction du mur des Fermiers généraux, en 1787, il se trouva dans Paris et fut fermé en août 1796 pour être remplacé par le cimetière des Errancis.
Ce cimetière recueillant les victimes de la Terreur le cimetière Saint-Roch fut rouvert en avril 1797 et continua à être utilisé jusqu'en juillet 1798, date à laquelle fut mis en service le cimetière de la Barrière Blanche.